# Hrvatska bresina
Hrvatska bresina (hrvatski vrisić, lat. Micromeria croatica) trajnica iz porodice medićevki raširena od Hrvatske (Lika, Gorski kotar, Velebit, Kalnik), u BiH, zapadnoj Srbiji i Crnoj Gori.
Raste u pukotinama vapnenastih i vapnenasto–dolomitskih stijena i kamenjarskim travnjacima.
Stabljika je niska, 10 do 20 cm, uzdižuča ili usprasvna, dlakava, jednostavna ili slabo razgranjena. Listovi su unakrsno nasuprotni, dlakavi s obje strane, na licu tamnozeleni na naličju svjetliji. Gornji listovi su jajasti i ušiljeni, donji okruglasti. Cvjetovi su dvospolni, a plod je kalavac.